# Vega de Infanzones
Vega de Infanzones és un municipi de la província de Lleó, a la comunitat autònoma de Castella i Lleó.

## Demografia
| 1991 |  | 1996 |  | 2001 |  | 2004 |
| ---- |  | ---- |  | ---- |  | ---- |
| 889  |  | 864  |  | 863  |  | 856  |